# Sector Friedrichshain-Kreuzberg
Sectorul Friedrichshain-Kreuzberg este sectorul 2 al orașului Berlin și a luat naștere prin fuzionarea sectoarelor Friedrichshain și Kreuzberg in urma unei reforme administrative din 2001.

## Cartiere
- Sector 02 Friedrichshain-Kreuzberg
  - 0201 Friedrichshain
    - Stralau
    - Ostkreuz
    - Boxhagen
    - Oberbaum

  - 0202 Kreuzberg
    - östliches Kreuzberg (fost SO 36)
    - westliches Kreuzberg (fost SW 61)